# ريكوبا سودأمريكانا 2014
ريكوبا سودأمريكانا 2014 هو الموسم 22 من ريكوبا سودأمريكانا. أشرف على تنظيمه كونميبول، وكان عدد الأندية المشاركة فيه 2، وفاز فيه أتلتيكو مينييرو.